# Knodus orteguasae
Knodus orteguasae är en fiskart som först beskrevs av Fowler, 1943.  Knodus orteguasae ingår i släktet Knodus och familjen Characidae. Inga underarter finns listade i Catalogue of Life.